# A&E (텔레비전 채널)
A&E는 미국의 코미디, 드라마, 다큐멘터리, 라이브 전문 채널이다. 주 시청자 층은 텔레비전을 시청하는 시간이 많지 않은 사람들이나 맞벌이 가정 등이다. 미국 월트 디즈니 컴퍼니 50%, 허스트 커뮤니케이션이 50% 소유한다.

## 연혁
1984년 2월 1일 Arts & Entertainment Network라는 이름으로 개국하였다. 당시에는 바이어컴 소속에 있었으며, 1984년 Arts & Entertainment Cable Network로 개명했다가 1987년 지금의 이름으로 바뀌었다. 2002년 바이어컴으로부터 독립하였으며, 현재 A+E 네트웍스에 소속되어 있다.